# Баба-Рекаб
Баба-Рекаб (перс. باباركاب) — село в Ірані, у дегестані Чубар, у бахші Ахмадсарґураб, шагрестані Шафт остану Ґілян. За даними перепису 2006 року, його населення становило 117 осіб, що проживали у складі 28 сімей.

## Клімат
Середня річна температура становить 14,12 °C, середня максимальна – 28,06 °C, а середня мінімальна – 0,28 °C. Середня річна кількість опадів – 711 мм.
| Клімат поселення                              | Клімат поселення | Клімат поселення | Клімат поселення | Клімат поселення | Клімат поселення | Клімат поселення | Клімат поселення | Клімат поселення | Клімат поселення | Клімат поселення | Клімат поселення | Клімат поселення | Клімат поселення |
| Показник                                      | Січ.             | Лют.             | Бер.             | Квіт.            | Трав.            | Черв.            | Лип.             | Серп.            | Вер.             | Жовт.            | Лист.            | Груд.            |                  |
| Середній максимум, °C                         | 12,33            | 11,83            | 12,48            | 17,12            | 20,89            | 26,58            | 28,06            | 27,90            | 23,30            | 20,34            | 16,74            | 12,20            |                  |
| Середня температура, °C                       | 6,53             | 6,06             | 6,71             | 11,36            | 15,12            | 20,82            | 23,77            | 23,63            | 19,01            | 16,06            | 12,45            | 7,93             |                  |
| Середній мінімум, °C                          | 0,78             | 0,28             | 0,94             | 5,57             | 9,34             | 15,04            | 19,49            | 19,35            | 14,74            | 11,78            | 8,17             | 3,64             |                  |
| Норма опадів, мм                              | 67               | 57               | 74               | 60               | 38               | 21               | 18               | 29               | 61               | 94               | 88               | 104              |                  |
| Середньомісячна швидкість вітру, м/с          | 2.18             | 2.39             | 2.44             | 2.46             | 2.20             | 2.34             | 2.45             | 2.29             | 1.95             | 2.08             | 1.93             | 1.93             |                  |
| Середньомісячна сонячна радіація, кДж/м²·день | 7132             | 9345             | 11467            | 15937            | 19794            | 22408            | 23217            | 19801            | 16144            | 11282            | 8823             | 6841             |                  |
| --------------------------------------------- | ---------------- | ---------------- | ---------------- | ---------------- | ---------------- | ---------------- | ---------------- | ---------------- | ---------------- | ---------------- | ---------------- | ---------------- | ---------------- |
| Джерело:                                      |                  |                  |                  |                  |                  |                  |                  |                  |                  |                  |                  |                  |                  |